# バカリヅカ
『バカリヅカ』（ばかりづか）は、テレビ東京で2023年11月14日（13日深夜）から同年12月19日（18日深夜）まで放送されたバラエティ番組。バカリズム・飯塚悟志（東京03）の冠番組。
2024年5月21日（20日深夜）から同年6月25日（24日深夜）までは2ndシーズンが放送された。

## 概要
旧知の仲であるバカリズムと飯塚悟志（東京03）が、来たるべき未来に備え、想像力を働かせながら楽しむ「イマジネーションバラエティ」。
2ndシーズンでは、どうなるかわからない企画を行う「見切り発車バラエティ」として放送されている。

## 出演者
- バカリズム
- 飯塚悟志（東京03）

## 放送リスト

### 1stシーズン
| # | 放送日         | 放送内容                                                   | 備考                              | 出典  |
| - | -------------- | ---------------------------------------------------------- | --------------------------------- | ----- |
| 1 | 2023年11月14日 | 飯塚さんの髪が薄くなってもカッコよく見える服装を探したい！ |                                   | [ 3 ] |
| 2 | 2023年11月21日 | 日本にいながらハワイを満喫しよう！                         |                                   | [ 4 ] |
| 3 | 2023年11月28日 | 乗ってるテイで遊園地ロケ                                   |                                   | [ 5 ] |
| 4 | 2023年12月05日 | 飯塚悟志をオーディション                                   |                                   | [ 6 ] |
| 5 | 2023年12月12日 | 牽引車ドライブ                                             | 10分繰り下げ（0時40分 - 1時10分） | [ 7 ] |
| 6 | 2023年12月19日 | 行きか？帰りか？クイズ                                     |                                   | [ 8 ] |

### 2ndシーズン
| # | 放送日         | 放送内容                           | ゲスト                                              | 出典   |
| - | -------------- | ---------------------------------- | --------------------------------------------------- | ------ |
| 1 | 2024年05月21日 | 思い出の匂いを当てよう             | 柴田英嗣（アンタッチャブル） 春日俊彰（オードリー） | [ 9 ]  |
| 2 | 2024年05月28日 | 牽引ドライブ                       | 春日俊彰（オードリー）                              | [ 10 ] |
| 3 | 2024年06月04日 | 無限グルメを無限に食べてみよう     | 朝日奈央                                            | [ 11 ] |
| 4 | 2024年06月11日 | 自分らなりのカーリング             | おぎやはぎ                                          | [ 12 ] |
| 5 | 2024年06月18日 | 釣りのいいとこどりをしよう         | 板倉俊之（インパルス）                              | [ 13 ] |
| 6 | 2024年06月25日 | 圧倒的不利をはね返せ！不平等クイズ | 春日俊彰（オードリー） 朝日奈央                     | [ 14 ] |

## スタッフ
- ナレーター：千葉聡司（S1 #1-3、5-6）、中垣正太郎（テレビ東京アナウンサー、S2）
- 構成：安部裕之、カツオ、デーブ八坂
- カメラ：鴨下達也（S1 #1-2、5-6、S2）、河野健太（S1 #3-4）
- 音声：伊東駿
- メイク：山田かつら（S1 #1-4、S2 #4、6）、藏本優花（S1 #5-6、S2 #1-3、5）
- タイトル：大和安芸子
- 協力：テレビ東京アート、cucumber、スウィッシュ・ジャパン
- 編集：明官充（S1、S2 #1-2、5-6）、石田可奈子、佐藤瞳（S2 #3-5）
- MA：杉山勉（S1 #1-2、4-6、S2 #1-2、4-6）、市川健治（S1 #3）、安井恩美（S2 #3)
- 音響効果：小田切暁
- 番宣：荒井正和（S1）、真船佳奈（S2）
- デスク：渡邉京子
- AD：宮崎桃子、山田菜葉（S1）、石丸千夏（S2)
- ディレクター：後藤慧（S1）、千田洸陽、小山薫（S1 #3-4、S2）、金山将世（S2）
- 演出：瀬川翔
- 監修：水口健司
- CD：株木亘（S2)
- プロデューサー：露木寛子、三藤豊、梅野麻未（S1）
- CP：小高亮（S1）、清水俊雄（S2 #1-5)
- 企画協力：マセキ芸能社
- 制作協力：me too
- 制作著作：テレビ東京